# زنبق فهدي
الزنبق الفهدي (بالإنجليزية: Lilium pardalinum)‏ و(بالإنجليزية: Panther lily أو leopard lily)‏ نوع ينتمي إلى جنس الزنبق من الفصيلة الزنبقية.

## الموطن والانتشار
موطنه وسط الساحل الغربي للولايات المتحدة في ولايتي كاليفورنيا وأوريغون. توجد منه أربعة ضروب.